# 薩氏蘇納鯒
薩氏蘇納鯒，又稱薩氏蘇納牛尾魚，為輻鰭魚綱鮋形目牛尾魚亞目牛尾魚科的其中一種，分布於澳洲海域，棲息深度20-74公尺，屬底棲性魚類，體長可達9.7公分，生活在泥底質的大陸棚，屬肉食性，生活習性不明。